# Echo and the Bunnymen
Echo and the Bunnymen est un groupe de rock britannique formé en 1978 à Liverpool, en Angleterre. Le groupe s'est disloqué en 1988, séparé en 1992 et reformé en 1996. Il est toujours en activité avec son chanteur et son guitariste d'origine.

## Biographie

### Formation
Le chanteur et guitariste Ian McCulloch, né en 1959, le guitariste Will Sergeant, né en 1958, et le bassiste Les Pattinson, né en 1958, forment Echo and the Bunnymen en 1978. La formation ne dispose pas alors de batteur et décide d'utiliser à la place une boîte à rythmes. Ils enregistrent un premier 45 tours The Pictures on My Wall / Read It in Books qui sort l'année suivante. Le groupe intègre alors le batteur Pete de Freitas (né en 1961 et décédé en 1989).

### Succès

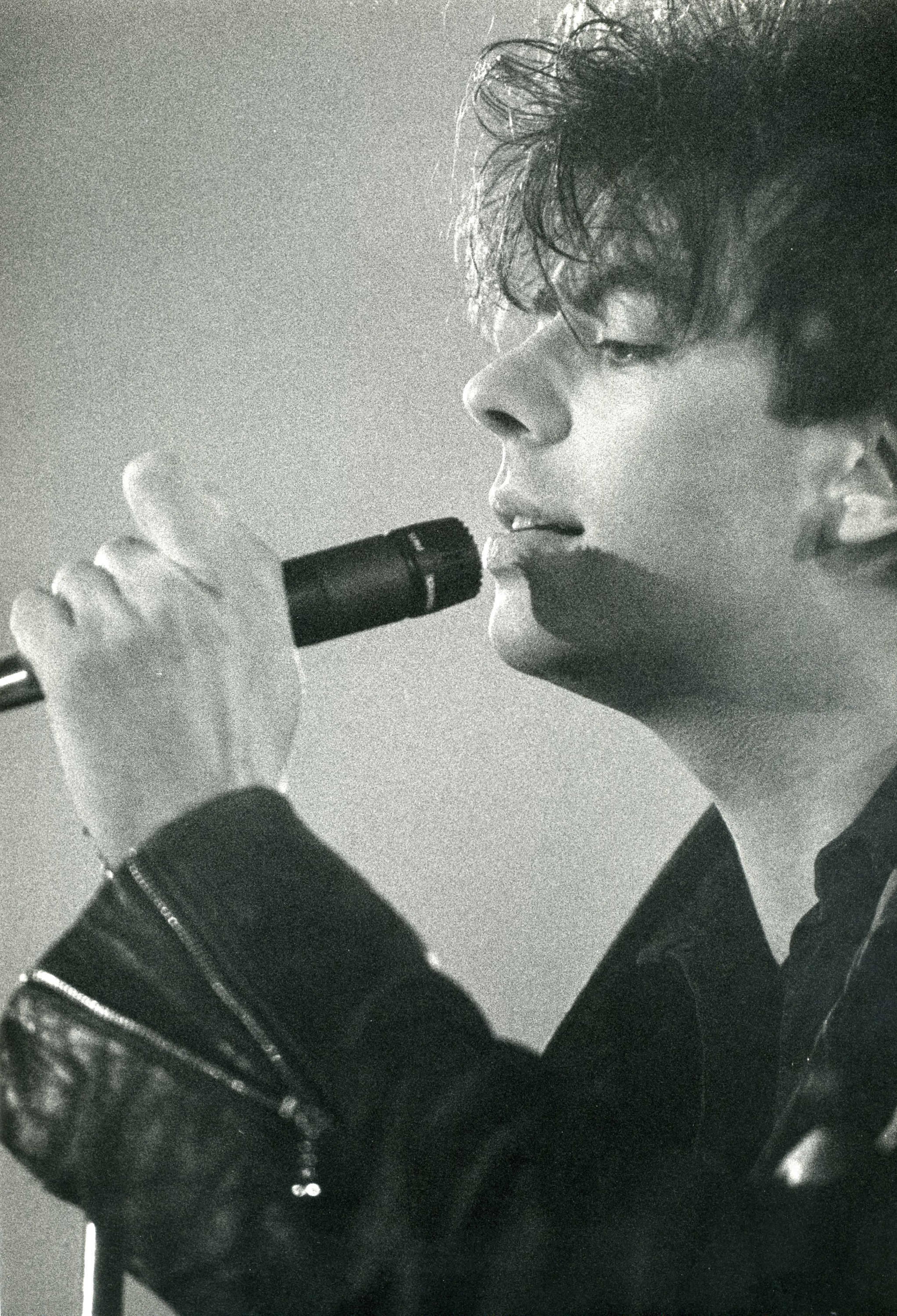
Ian McCulloch, concert de Echo and the Bunnymen, 1988.

En 1980, après un deuxième 45 tours Rescue/Simple Stuff, le quatuor enregistre l'album Crocodiles, succès critique qui laisse deviner les influences de The Doors et Television. L'année suivante, en 1981, paraît le deuxième album Heaven Up Here avec un son plus sec et plus froid.
En 1983, l'album Porcupine reste marqué par des froideurs hivernales malgré la participation du violoniste L. Shankar. Porcupine atteint la deuxième place du classement des albums en Angleterre. Au printemps 1984 paraît Ocean Rain qui reçoit des critiques négatives du NME et du Rolling Stone américain mais est salué par les autres magazines musicaux anglais. L'album est devenu depuis une référence, notamment le titre The Killing Moon. Influencé par les arrangements de cordes des Beatles, le groupe reprend alors All You Need Is Love lors d'une émission de la BBC et publie sa version, en face-B du maxi 45 tours de Seven Seas.
En 1985, Echo and the Bunnymen a un peu de mal à créer une suite à sa discographie. Le groupe enregistre le titre Bring on the Dancing Horses qui est inséré dans la compilation Songs to Learn and Sing. Pete de Freitas s'éloigne des autres musiciens qui partent en tournée américaine avec New Order. L'enregistrement de l'album suivant s'effectue sans motivation malgré le retour de Pete et la participation de Ray Manzarek des Doors. Paradoxalement, alors qu'aucun des membres du groupe n'en est satisfait, l'album Echo and the Bunnymen qui paraît en 1987, est leur plus grand succès commercial. Une simple lecture des paroles permet de deviner que le groupe est devenu un jeu (The Game), ce qui incite à regarder dans de nouvelles directions (New Directions).

### Transition
Ian Mc Culloch quitte le groupe l'année suivante, et sort en 1989 son premier album intitulé Candleland, incluant un duo avec Elizabeth Fraser des Cocteau Twins. Le reste du groupe est déterminé à continuer avec un nouveau chanteur, Noël Burke. Pete de Freitas meurt dans un accident de moto, il est remplacé par Damon Reece. Jake Brockman (1955-2009), aux claviers depuis quelques années fait alors partie officiellement d'Echo & the Bunnymen qui sort à la fin de l'année 1990 Reverberation, album teinté de psychédélisme produit par Geoff Emerick. Les critiques furent nombreux à ne pas leur pardonner de ne pas avoir changé de nom. Le groupe va ensuite produire lui-même deux E.P. avant de se séparer.
Mysterio, le deuxième album de Ian McCulloch parait en 1992. Will Sergeant et Ian McCulloch vont se réconcilier en 1993 et former un nouveau groupe l'année suivante. Ce groupe se nommera "Space Face" et fera son premier concert à la célèbre émission de Bernard Lenoir "Les Inrockuptibles" sur France Inter. Ce concert "Black Session" sera enregistré le 4 février 1994. Le groupe se nommera rapidement Electrafixion, qui publie un album - Burned en 1995 - aux résonances post-grunge peu appréciées. Le groupe participera à la Route du Rock de St Malo le 14 Aout 1994 et refera une "Black Session" le 12 Septembre 1995. Quant à Les Pattinson, il joue sur un album de Terry Hall.

### Retour

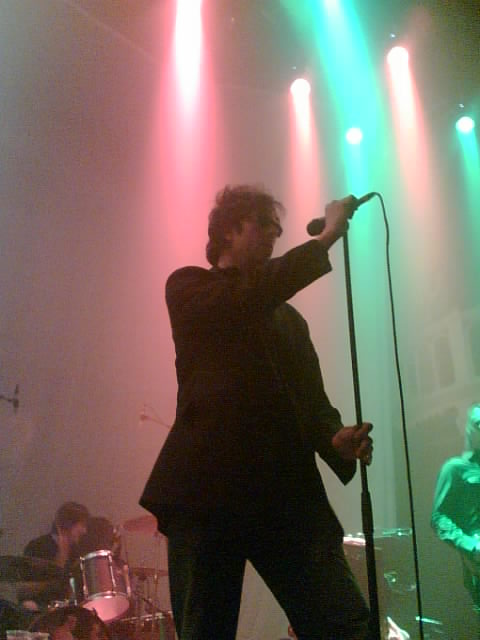
Echo and the Bunnymen au Paradiso d'Amsterdam en 2006.

En 1996, Will Sergeant et Ian McCulloch réussissent à convaincre Les Pattinson de reformer Echo and the Bunnymen. Ils publient l'année suivante l'album Evergreen qui replace le groupe sur le devant de la scène. On notera  par exemple la présence de Liam Gallagher sur l'un des titres. En 1999, Les Pattinson quitte le groupe pour raisons personnelles durant l'enregistrement de What Are You Going to Do with Your Life?.
En 2001, après avoir sorti Flowers, le nouveau groupe formé autour de Will Sergeant et Ian McCulloch réalise une tournée et enregistre en août le Live in Liverpool. Celui-ci sort en 2002 et revisite les meilleurs morceaux de leur répertoire avec de nouvelles orchestrations. Ian McCulloch sort ensuite son troisième album solo Slideling au printemps 2003. À l'automne 2005, Echo and the Bunnymen publie l'album Siberia qui reçoit des critiques mitigées de la presse anglaise. Suit The Fountain en 2009.
Le 8 avril 2014, le groupe revient avec son douzième album Meteorites dont la production est assurée par Youth, membre de Killing Joke.
En 2018 le groupe enregistre de nouvelles versions de plusieurs de ses chansons publiées sur l'album The Stars, The Oceans & The Moon.

## Discographie

### Albums studio
- 1980 : Crocodiles
- 1981 : Heaven Up Here
- 1983 : Porcupine
- 1984 : Ocean Rain
- 1987 : Echo & the Bunnymen
- 1990 : Reverberation (album enregistré sans Ian McCulloch)
- 1997 : Evergreen
- 1999 : What Are You Going to Do with Your Life?
- 2001 : Flowers
- 2005 : Siberia
- 2009 : The Fountain
- 2014 : Meteorites
- 2018 : The Stars, The Oceans & The Moon

### Albums live
- 1981 : Shine So Hard
- 1988 : New Live and Rare
- 1991 : BBC Radio 1 live in concert
- 2002 : Live in Liverpool
- 2006 : Me, I'm All Smiles
- 2006 : Never Stop : Live In Liverpool
- 2009 : Live At The Royal Albert Hall
- 2011 : Do It Clean
- 2014 : Live in London
- 2017 : It's All Live Now

### Compilations
- 1985 : Songs to Learn and Sing
- 1993 : The Cutter
- 1998 : Ballyhoo
- 2001 : Crystal Days (1979-1999)
- 2005 : Seven Seas
- 2006 : More Songs to Learn and Sing
- 2007 : Killing Moon: The Best of Echo and the Bunnymen
- 2008 : The Works - A 3 CD Retrospective
- 2015 : Do It Clean: An Anthology 1979-1987
- 2019 : The John Peel Sessions 1979-1983

### Utilisation des chansons au cinéma et à la télévision
- 1986 : Bring On the Dancing Horses dans Pretty in Pink
- 1987 : People Are Strange (reprise de The Doors) dans Génération perdue
- 2001 : The Killing Moon dans Donnie Darko
- 2004 : The Killing Moon dans The Girl Next Door
- 2009 : Going Up dans Awaydays (documentaire)
- 2010 : The Killing Moon dans Misfits
- 2016 : Nocturnal Me dans Stranger Things
- 2017 : The Killing Moon dans 13 Reasons Why

### VHS
- 1983 : Porcupine
- 1984 : Pictures on My Wall

### DVD
- 2002 : Live in Liverpool
- 2007 : Dancing Horses (live at Shepherd's Bush Empire, 2005)